# Power Rangers: la película
Power Rangers: la película (con el título original Mighty Morphin Power Rangers: The Movie) es la primera película de los Power Rangers estrenada el 30 de junio de 1995, y para el año 1997 fue extendida a otros países. La historia del filme ocurre fuera de la continuidad de la serie. Como la serie, toma inspiración en elementos de las series japonesas Kyōryū Sentai Zyuranger, Gosei Sentai Dairanger y Ninja Sentai Kakuranger, aunque en esta ocasión y por primera vez en la historia de la franquicia, sin tomar directamente imágenes de ellas. La película tuvo un éxito moderado, ya que con un presupuesto de 15 millones de dólares recaudó más de 66 millones en todo el mundo. Tuvo un gran éxito en países de Latinoamérica, como Argentina, Brasil y en España, donde las entradas se agotaron el primer fin de semana.
Con su exitosa adaptación de la serie, su historia y ritmo, sus magníficos trajes y armaduras, su reparto de la serie conservada, sus escenas de acciones bien coreografiadas en la noche, los efectos especiales en CGI sorprendentes para el tiempo, pero también por su música con estrellas famosas como Red Hot Chili Peppers o Van Halen, la película se considera de culto.

## Argumento
Lord Zedd y Rita Repulsa liberan a Ivan Ooze de la prisión en la que ha estado confinado seis mil años, apresado por Zordon. Al escapar, Ivan destruye el Centro de Mando, haciendo que Zordon quede fuera de su tubo, con el riesgo de morir en poco tiempo. Con la destrucción, asimismo, los Power Rangers pierden sus poderes. Su única opción es viajar al planeta de Phaedos para conseguir un nuevo Gran Poder, que no solo restauraría sus poderes de Rangers, sino que reconstruiría el Centro de Mando y salvaría a Zordon. Mientras los Rangers viajan hasta allá, Ivan encierra a Rita y Zedd en un globo de nieve y se hace con el mando del palacio lunar, e inicia un plan para desenterrar a sus zords diabólicos, los Ectomorficones, tarea para la cual hipnotiza a todos los padres de Angel Grove para que trabajen como su mano de obra esclava. Mientras, en Phaedos, los Rangers, tras escapar a un ataque de los guerreros Tengu enviados por Ivan, conocen a Dulcea, guerrera suprema del planeta y protectora del Gran Poder, que les permite continuar con su misión al saber que han sido enviados por Zordon, en cuya sabiduría ella tiene fe plena. Para ello, les dotará con los poderes Ninja que les permitirán avanzar en su misión.

## Rangers
| Título        | Actor             | Personaje       |
| ------------- | ----------------- | --------------- |
| White Ranger  | Jason David Frank | Tommy Oliver    |
| Pink Ranger   | Amy Jo Johnson    | Kimberly Hart   |
| Blue Ranger   | David Yost        | Billy Cranston  |
| Yellow Ranger | Karan Ashley      | Aisha Campbell  |
| Red Ranger    | Steve Cardenas    | Rocky De Santos |
| Black Ranger  | Johnny Yong Bosch | Adam Park       |

## Villanos

### Antiguos
Son los villanos de la primera temporada
- Rita Repulsa: Es encerrada en una bola de nieve por Ivan pero liberada cuando este es eliminado.
- Lord Zedd: Libera a Ivan para que destruya a Zordon pero lo traiciona y lo encierra en una bola de nieve pero es liberado cuando es destruido.
- Goldar: Traiciona a Rita y Zedd cuando son encerrados por Ivan y se une a él con Mordant. Cuando es destruido se nombra rey del Universo pero Rita y Zedd se liberan y los castigan.
- Soldados Enemigos:
  - Siervos de Ivan
  - Guerreros Tengu

### Nuevos
- Ivan Ooze: Ser morfológico que hace seis mil años intentó conquistar el Universo, pero Zordon lo venció y lo encerró en un huevo gigante. Liberado por Zedd. Destruye el Centro de Mando debilitando a Zordon y dejando sin poderes a los Power Rangers. Luego encierra en una bola de nieve a Rita y Zedd y convierte a los padres de Angel Grove en Zombis para desenterrar sus máquinas. Es finalmente derrotado en la batalla con el Mega Ninjazord de Los Power Rangers obtenido por los poderes de Phaedos.
- Ectomorficones: Son los Zords de Ivan, enterrados por Zordon, liberados por los padres y reactivados por Ivan para dominar el Universo. Son:
  - Hornitron: Tiene forma de hormiga humanoide. Se combina con Ivan Ooze.
  - Scorpitron: Tiene forma de escorpión. Destruido por el Falconzord.
  - Super Ivan: Fusión de Ivan y de Hornitron. Es más fuerte que el Ninja Megazord. Este va al espacio, Ivan va tras él. El Cometa Ryan impacta con él y los destruye.
- Esqueleto de Triceratops: Guardián del gran poder. Tommy lo derrota quitándole una pieza que une su cabeza con el resto del cuerpo y se hace pedazos.
- Guardianes: 4 estatuas vivientes que custodian el gran poder. Destruidos por los Ninja Rangers.
- Mordant: Hombre cerdo. Ayudante de Rita y Zedd. Cuando son encerrados por Ivan, él y Goldar se unen a él. Este personaje nunca aparece en la serie.

## Aliados

### Antiguos
- Zordon: Mago de Eltar intergaláctico que Rita encerró en un tubo de energía. Ivan destruye su tubo y le deja sin energía. Muere pero los Rangers le reviven con el gran poder
- Alfa 5: Robot con la inocencia de un niño. Envía a los Rangers a Phaedos para que encuentren el gran poder
- Bulk y Skull: Un par de tontos. Ayudan a Fredd a salvar a los padres de las garras de Ivan Ooze

### Nuevos
- Fredd Kelman: Este niño es alumno de Tommy. Intenta salvar a los padres de Ivan con Bulk, Skull y otros niños
- Señor Kelman: Padre de Fredd. Es hipnotizado por Ivan para desenterrar a sus máquinas con otros padres.
- Dulcea: Guerrera suprema de Phaedos. Salva a los Rangers de los Tengas y les da el poder ninja para conseguir el gran poder y salvar a Zordon. Ambos personajes se conocieron en el pasado y por lo visto eran aliados.

## Arsenal
- Monedas de Poder: son la fuente de poder de los Rangers. Originalmente los Rangers tenían Monedas de Poder que canalizan el poder del Centro de Mando, el White Ranger tenía el poder del tigre blanco y el resto "dinosaurios". Cuando el Centro de Mando fue destruido, los Rangers recuperaron el Gran Poder del planeta Phaedos, que reconstituyó nuevos poderes alrededor de su armadura existente, así como sus formas Ninjetti.
- Blasters de Poder: son armas de mano y son estándar para la mayoría de los Rangers excepto el White Ranger. A diferencia del programa de televisión, estas eran de color, dependiendo del color de ranger que la poseía. Fueron utilizados y permanecieron enfundadas en toda la película.
- Comunicadores: cada Ranger tiene un comunicador de un color específico que les permite comunicarse con el Centro de Mando, así como darles acceso a su sistema de teletransportación.
- Saba: es un sable que pertenece al White Ranger. Tiene la capacidad de levitar y disparar rayos ópticos. En la película, no permanece envainado al lado del White Ranger y solo apareció cuando fue necesario. Cuando el Centro de Mando fue destruido, Saba desapareció. No se sabe qué pasó con él después de que los Rangers recuperaron sus nuevos poderes.
- Pterodáctilo Trueno Whip (Látigo de Pterodáctilo): es el arma de la Pink Ranger. Es un corto bastón que libera un látigo retráctil que se puede utilizar para electrocutar, azotar y disparar a los oponentes.
- Stega Stinger (Hilo de poder): una especie de cinta que sale desde una pequeña cajita, que pertenece al Blue Ranger y le permite colgarse de una barra metálica, elevándose a otro lugar.
- Buscador de Poder: es un modificación especializada para el casco de los Rangers, que cubre completamente la zona de la boca y del visor. Este tiene una larga hendidura roja que permite al Red Ranger ver el movimiento de los oponentes incluso cuando están camuflados. Solo lo utiliza Rocky.
- Luz de Poder: son potentes luces que están pre-instalados en el casco de la Yellow Ranger. Se utilizan esencialmente como faros.
- Trajes Ninjetti: la forma Ninjetti fue dada a los Rangers por Dulcea con el fin de desafiar el desierto de Phaedos y recuperar el Gran Poder. Esto les dio más fuerza y agilidad. Los poderes Ninjetti se canalizaron a través del espíritu de los animales de cada Ranger, que estaban enterrados dentro de ellos. Cuando los Rangers llegaron al Monolito de Phaedos vieron que sus propios espíritus animales ya estaban marcados en él.

## De interés
- Para esta película los productores querían a los protagonistas originales de la serie que incluían a Austin St. John (Jason, el primer Red Ranger), Thuy Trang (Trini, la primera Yellow Ranger) y Walter Emanuel Jones (Zack, el primer Black Ranger) que fueron remplazados por Steve Cardenas, Karan Ashley y Johnny Yong Bosch respectivamente. Fueron los primeros en abandonar el elenco inicial de la serie y también rechazaron participar en la película, se desconoce el motivo de ambas cosas aunque se cree que lo más probable fue desacuerdos de sus contratos y sueldos.
- Catherine Sutherland originalmente audicionó para el papel de Dulcea, pero fue rechazada debido a que los productores consideraron que era demasiado joven para el papel. Sin embargo, más tarde ingresó en la tercera temporada de la serie de televisión como Katherine y se haría cargo del poder de la Pink Ranger cuando la actriz Amy Jo Johnson dejó el programa.
- Es la primera vez que se ve a Zordon fuera de su tubo de energía.
- Para la película, los trajes de los Power Rangers fueron mejorados con un diseño tipo armadura hecho de PVC, que sustituye a los trajes de tela usados en la serie de televisión haciéndolos más realistas en cuanto a la idea de superpoderes.
- Cada uno de los nuevos trajes de la película pesaba 40 libras y los actores tenían que filmar a veces hasta diez horas al día con sus uniformes de los Power Rangers.
- Los trajes de los Power Rangers tienen emblemas en el centro del diamante blanco en el pecho, con una moneda de sus respectivos animales prehistóricos al principio, y más tarde, con sus animales Ninja.
- El traje de la Pink Ranger no posee falda, a diferencia de la serie de televisión. Esto puede haber sido debido a que una falda de metal PVC habría sido difícil de manejar y difícil de maniobrar, y una falda hecha de un material más flexible puede tener estéticamente conflicto con el resto del traje.
- A diferencia de la serie, donde el color rojo solía ser el del líder hasta la llegada del White Ranger, el Red Ranger no se situaba en el centro de la cabina del Megazord, sino en un lateral.
- En las escenas de combate con su forma ninjetti las caras quedan al descubierto, y al invocar los poderes de los animales se cubre solamente la parte de la boca y la nariz, a diferencia de la serie en la cual sus rostros estaban totalmente cubiertos dejando ver sus ojos únicamente.
- Los zords de la película están inspirados en la serie Super Sentai Ninja Sentai Kakuranger, si bien a diferencia de la serie no se utilizaron imágenes directas del Sentai, sino que se crearon modelos por ordenador en Estados Unidos inspirados en los mismos zords, siendo la primera vez en la franquicia Power Rangers que los zords estaban íntegramente realizados por ordenador.
- La cabina del megazord es diferente a la serie, y cada uno ocupa lugares diferentes, dependiendo que parte del cuerpo del megazord le corresponde a su zord. La Pink Ranger se sienta en la parte inferior-abajo al centro, el Blue Ranger se encuentra a la izquierda de ella, y el Red Ranger se encuentra a su derecha.
- Cuando en España y Latinoamérica se estrenó la película, aún no se habían emitido los episodios de la serie en los que los nuevos Rangers rojo, amarilla y negro remplazaban a los antiguos. En Latinoamérica, ni la aparición del White Ranger era conocida. Tampoco se habían emitido los capítulos de aparición de Lord Zedd y su boda con Rita Repulsa. Por lo tanto, el estreno de la película supuso un spoiler en relación con la serie.
- En la película no aparece Squatt, Babboo y Finster, en lugar de estos aparece Mordant, un cerdo sirviente de Rita y Zedd.
- El aspecto del Centro de Mando, por fuera y por dentro, es distinto al de la serie, y lo mismo ocurre con el aspecto de Zordon y Alpha 5.
- Billy dejó de llevar gafas, debido a que el actor David Yost pidió a Haim Saban que él prefería no usarlos y comenzó a usar lentes de contacto. Esto a la larga también dio el cambio en la serie de televisión.
- El nuevo personaje femenino de Dulcea nunca aparece en la serie, ni tampoco se hace referencia, sino que en la temporada 3, fue sustituida por Ninjor.
- El estreno de la película trajo consigo una serie de programas especiales bajo el formato 3-D, especialmente para México por el "Canal 5" de Televisa (televisora que había adquirido los derechos de transmisión de la serie para televisión abierta en México).
- El personaje de Billy no fue doblado por Carlos Iñigo quien lo interpretó en la serie desde Mighty Morphin Power Rangers hasta Power Rangers: Zeo, en su lugar fue doblado por Alfonso Obregón.
- El personaje de Aisha fue doblado por Dulce Guerrero, en lugar de Marta Ceceña, quien fue quien la dobló en la serie.
- Durante la secuencia de transformación de los Rangers, Tommy dice "Gran Tigre" (White Tiger) en vez de "TigerZord" como en la serie.
- La ficticia ciudad de Angel Grove se ve significativamente diferente a la forma en que apareció en el show de televisión, ya que el show fue filmado en Los Ángeles, y la película fue rodada en Sídney.
- El Centro de Mando utilizado para esta película se construyó en el Pabellón Conmemorativo a los Showgrounds en Sídney, Australia.
- El Templo del Gran Poder fue el mayor conjunto construido para la película. El conjunto, incluía una cascada funcional, la piscina y la enorme puerta que revela la gran pirámide de energía. Esto fue realizado en la Warner Roadshow Movie World Studios en la Gold Coast de Queensland, Australia.
- Es la primera vez que la sangre se ve en Power Rangers. Cuando una gárgola de piedra cobra vida y acuchilla a Tommy con sus cuchillas, corta a través de su traje y se puede ver apenas dos cortes sangrientos rojos en el pecho de Tommy.
- Los siguientes hombres y mujeres dobles de riesgo actuaron como los Power Rangers en las escenas de acción con sus trajes en algunas escenas, pero no fueron acreditados: Hien Nguyen (White Ranger), Sophia Crawford (Pink Ranger), David Wald (Blue Ranger), Bridget Riley (Yellow Ranger), Danny Stallcup (Black Ranger) y Stuart Quan (Red Ranger).
- Johnny Yong Bosch tuvo que hacer la mayoría de las escenas de lucha, ya que su doble se había lastimado durante el rodaje de la película.
- Danny Stallcup quien fue el doble de Johnny Yong Bosch en su forma de Black Ranger, participó en la película Turbo: Una película de los Power Rangers la cual fue el comienzo de Power Rangers Turbo y en la siguiente serie Power Rangers En el espacio solamente usando la botarga de Elgar.

## Ninjazords
| Zord             | Descripción                           |
| ---------------- | ------------------------------------- |
| Ninjazord Simio  | Rocky / Red Power-Ninja Ranger        |
| Ninjazord Rana   | Adam / Black Power-Ninja Ranger       |
| Ninjazord Lobo   | Billy / Blue Power-Ninja Ranger       |
| Ninjazord Oso    | Aisha / Yellow Power-Ninja Ranger     |
| Ninjazord Garza  | Kimberly / Pink Power-Ninja Ranger    |
| Ninjazord Halcón | Tommy / White Power-Ninja Ranger      |
| Ninja Megazord   | Unión de los 5 Ninjazords principales |

## Reparto y doblaje
| Rangers                                 | Rangers                                      | Rangers                    | Rangers                    | Rangers |
| Personaje                               | Actor original                               | Actor de doblaje en México | Actor de doblaje en España |         |
| --------------------------------------- | -------------------------------------------- | -------------------------- | -------------------------- | ------- |
| Tommy Oliver (White Power Ranger)       | Jason David Frank                            | Adrián Fogarty             | Gabriel Jiménez            |         |
| Kimberly Hart (Pink Power Ranger)       | Amy Jo Johnson                               | Pilar Escandón             | Sara Vivas                 |         |
| Billy Cranston (Blue Power Ranger)      | David Yost                                   | Alfonso Obregón            | Juan Sainz Maza            |         |
| Aisha Campbell (Yellow Power Ranger II) | Karan Ashley                                 | Dulce Guerrero             | Adelaida López             |         |
| Rocky DeSantos (Red Power Ranger II)    | Steve Cardenas                               | Jorge Roig Jr.             | Cholo Moratalla            |         |
| Adam Park (Black Power Ranger II)       | Johnny Yong Bosch                            | Rubén León                 | David Robles               |         |
| Aliados                                 |                                              |                            |                            |         |
| Zordon                                  | Nicholas Bell (Apariencia) Bob Manahan (Voz) | Jorge Santos               | Paco Hernández             |         |
| Alpha 5                                 | Richard Wood                                 | Rocío Prado                | Juan Antonio Castro        |         |
| Dulcea                                  | Gabrielle Fitzpatrick                        | María Fernanda Morales     | María Jesús Nieto          |         |
| Personajes secundarios                  |                                              |                            |                            |         |
| Bulk                                    | Paul Schrier                                 | Carlos del Campo           | Juan Antonio Castro        |         |
| Skull                                   | Jason Narvy                                  | Jorge Ornelas              | David García Vázquez       |         |
| Fred Kelman                             | Jamie Croft                                  | María Fernanda Morales     | Jesús Pinillos             |         |
| Enemigos                                |                                              |                            |                            |         |
| Ivan Ooze                               | Paul Freeman                                 | Álvaro Tarcicio            | Héctor Cantolla            |         |
| Lord Zedd                               | Robert Axelrod                               | Eduardo Borja              | Luis Marín                 |         |
| Rita Repulsa                            | Barbara Goodson                              | Ada Morales                | Gloria Cámara              |         |
| Goldar                                  | Ryan O'Flannigan                             | Alejandro Mayén            | Abraham Aguilar            |         |
| Mordant                                 | Jean Paul Bell                               | Ricardo Hill               | Francisco Torres           |         |
| Otras voces                             |                                              |                            |                            |         |
| Narrador                                | N/A                                          | Jorge Alberto Aguilera     | María Antonia Rodríguez    |         |
| Insertos                                | N/A                                          | Jorge Santos               |                            |         |

### Voces Adicionales
- Ricardo Hill
- Luis Alfonso Padilla

## Recepción

### Box Office
En su fin de semana de estreno, la película ganó 13,1 millones de dólares, quedando en cuarto lugar detrás de Apollo 13, Pocahontas, y Batman Forever. Finalmente recaudó 66,4 millones de dólares contra un presupuesto de 20 millones, convirtiéndolo en un éxito financiero.

### Recepción crítica
La película tiene una calificación de "Rotten" de 37% con un promedio de 4.5 basado en 35 reseñas en el sitio web del agregador de reseñas Rotten Tomatoes, con el consenso del sitio diciendo, "Para bien y para mal –demasiado a menudo lo último– Power Rangers: La película captura la estética completamente extraña de la serie de televisión que la inspiró". Kevin Thomas del Los Angeles Times pensó que se caracterizaba por "un aluvión de efectos especiales espectaculares, una serie de monstruos fantásticos, un villano ferozmente divertido y, lo más importante, una refrescante falta de pretensión". Thomas alabó al director Bryan Spicer por elevar la calidad de los valores de producción para una adaptación cinematográfica de la serie de televisión, manteniendo al mismo tiempo un agradable "aspecto de cómic y sentido de la maravilla" y unos personajes de instituto sanos que los padres aprobarían.
Caryn James de The New York Times pensó que en cuanto a la historia, se asemeja a múltiples episodios de la serie de televisión encadenados con efectos especiales ligeramente mejores, y que el resultado era ruidoso, dolor de cabeza y aburrido para los adultos, pero que los niños lo disfrutarían. James declaró además que se pasa demasiado tiempo mostrando a los Rangers sin sus poderes. Roger Ebert le dio solo media estrella de las cuatro posibles, diciendo que es "lo más cercano que se puede llegar a la nada absoluta y aún así tener un producto para proyectar en la pantalla", comparándolo con los alimentos sintéticos en un envase brillantemente comercializado sin contenido nutricional. Consideró que los personajes, con la excepción de Ivan Ooze, carecían de personalidad, y que las escenas de monstruos que se desbocaban por la ciudad recordaban a las peores películas de monstruos japonesas. Mick LaSalle del San Francisco Chronicle encontró las peleas "sólo adecuadamente coreografiadas", llamó a la batalla en el clímax "un completo desastre" y declaró que no tenía sentido en cuanto al tiempo, que los protagonistas no eran muy inteligentes, y que los actores que los interpretaban eran poco notables.

## Estreno
La película fue estrenada el 30 de junio de 1995 por 20th Century Fox. En Puerto Rico se estrenó el 6 de julio, en España el 14 de julio, en México el 28 de julio, en República Dominicana el 21 de septiembre, en Panamá y Centroamérica el 27 de octubre, en Colombia y Uruguay el 3 de noviembre, en Bolivia el 7 de noviembre, en Venezuela el 8 de noviembre, en Chile el 9 de noviembre, en Argentina el 23 de noviembre, en Brasil el 8 de diciembre y en Perú el 15 de diciembre.

### Marketing
La cadena de centros de entretenimiento familiar Discovery Zone promovió el lanzamiento de la película regalando Power Rangers Wrist Activators (con 33 mensajes) a los clientes que compraron un Pase de Poder de Verano de Discovery Zone. Discovery Zone también regaló una de las seis tarjetas del Desafío de la película de los Power Rangers de forma gratuita durante cada visita. Esta promoción duró todo el verano.

### Home media
La película se estrenó en VHS y LaserDisc a finales de 1995 y luego como un largometraje doble con la película de 1997 Turbo: A Power Rangers Movie en un DVD de doble cara en 2001 por 20th Century Fox Home Entertainment. Entre los largometrajes adicionales se incluyen un tráiler teatral y un largometraje de "Making Of". La película se estrenó por separado en un DVD de una cara en 2003.
La película se reeditó con un embalaje diferente en DVD en 2011. La película se reeditó en 2017 en un paquete con "Turbo": A Power Rangers Movie (esta vez como dos discos DVD de una cara) para coincidir con la película de reinicio Power Rangers.
El 9 de mayo de 2018, se anunció que "Mighty Morphin Power Rangers: The Movie" sería lanzada en Blu-ray por primera vez por Shout! Factory como un disco extra incluido en su DVD de 25 aniversario de Mighty Morphin Power Rangers. Shout! Factory lanzó un disco Blu-ray independiente el 4 de junio de 2019.